# پلویشت
شهر پلویشت (به رومانیایی: Ploieşti) در شهرستان پرئوا در کشور رومانی واقع شده‌است. جمعیت این شهر ۲۳۲٬۵۲۷ نفر است. در ارتفاع ۱۵۰ متر از سطح دریا واقع شده‌است.

## نگارخانه

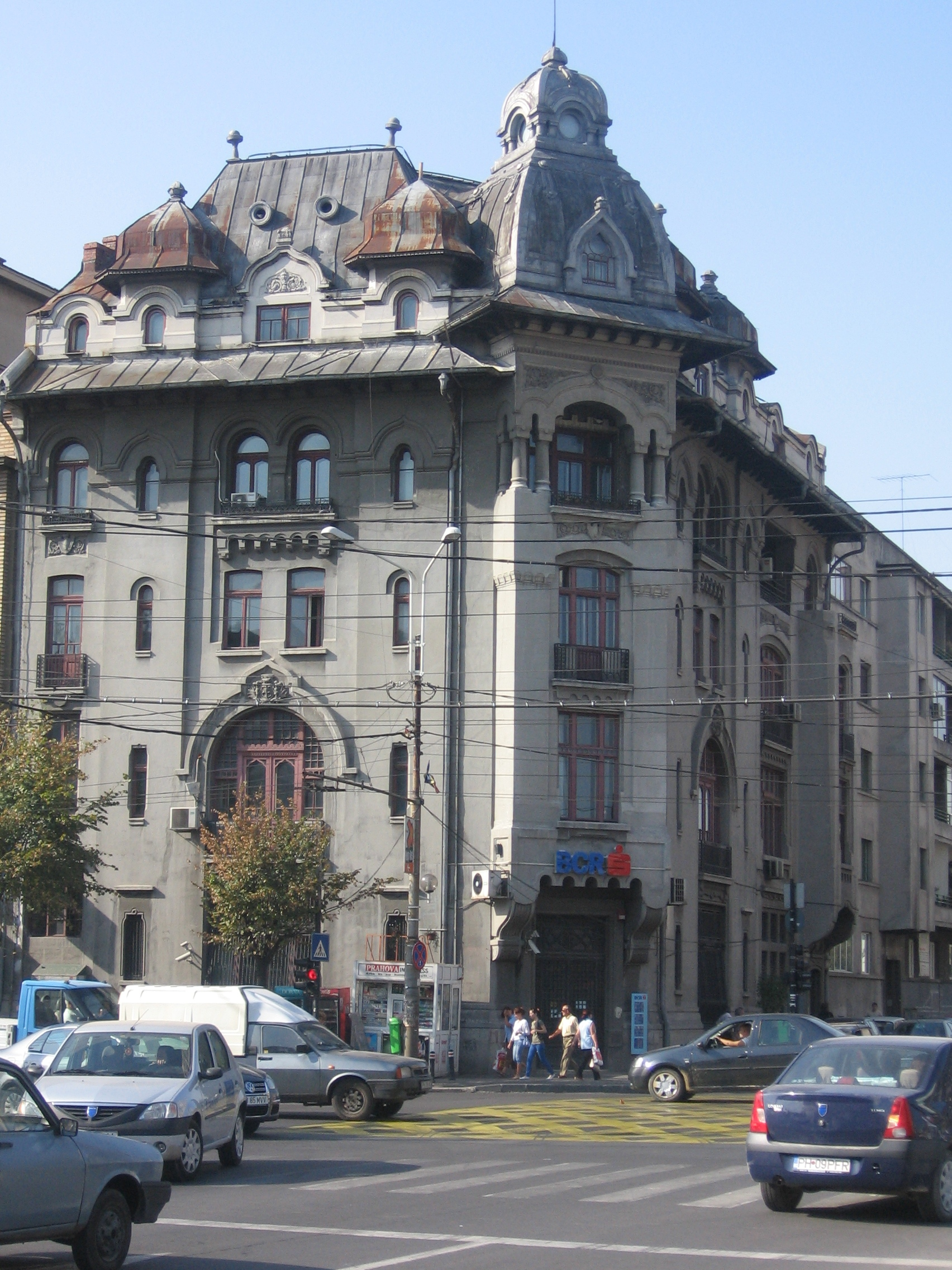
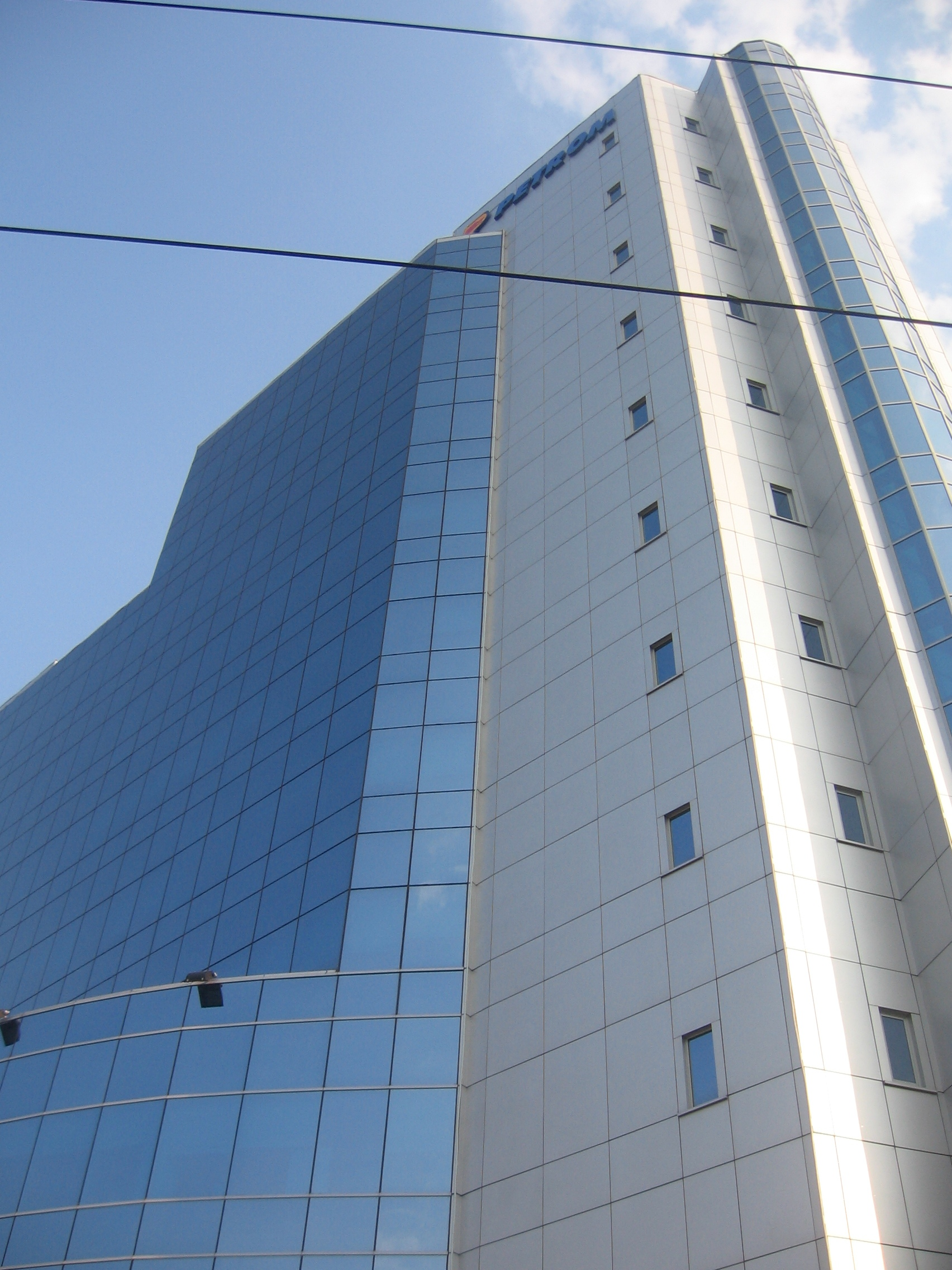

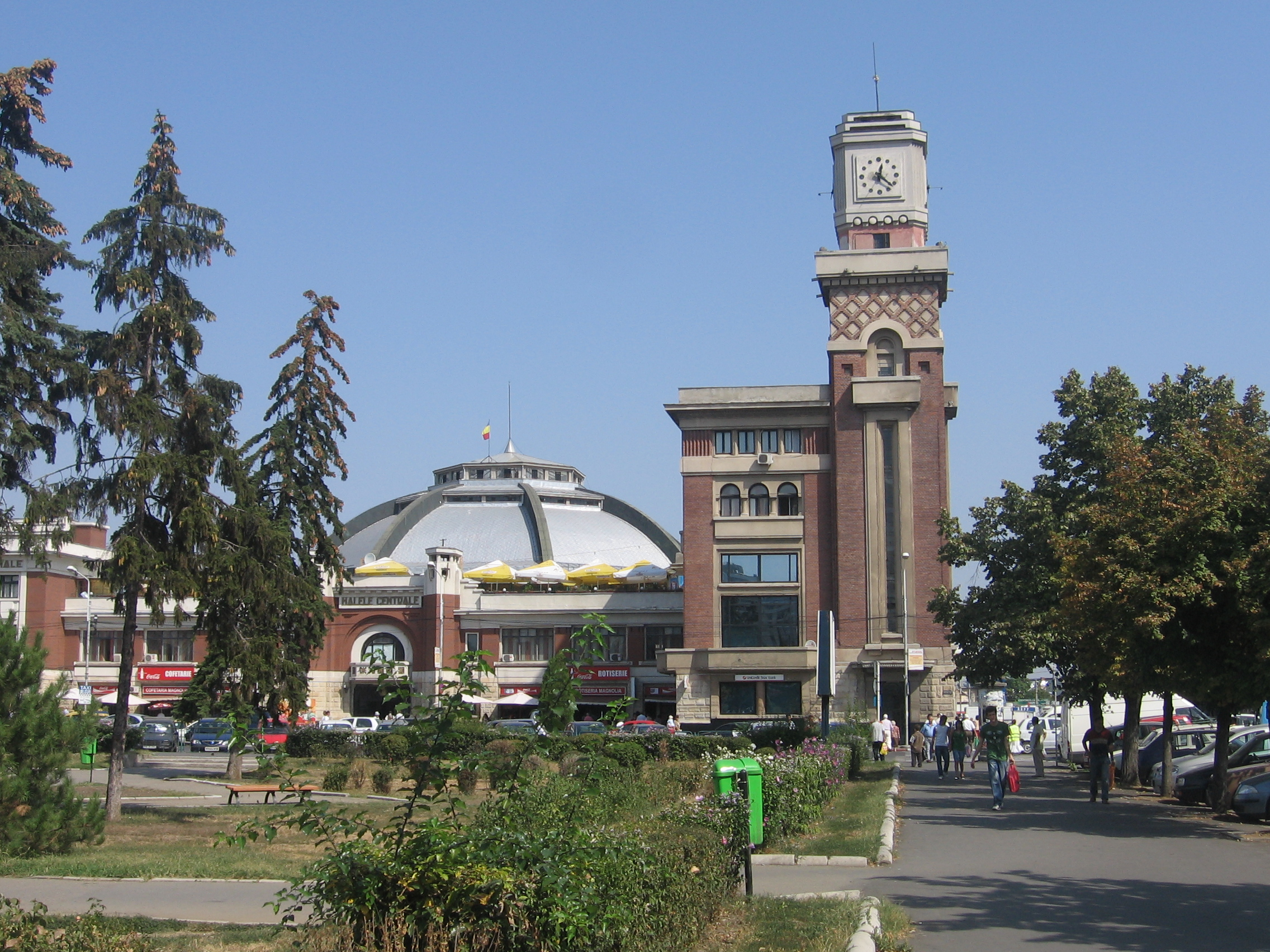
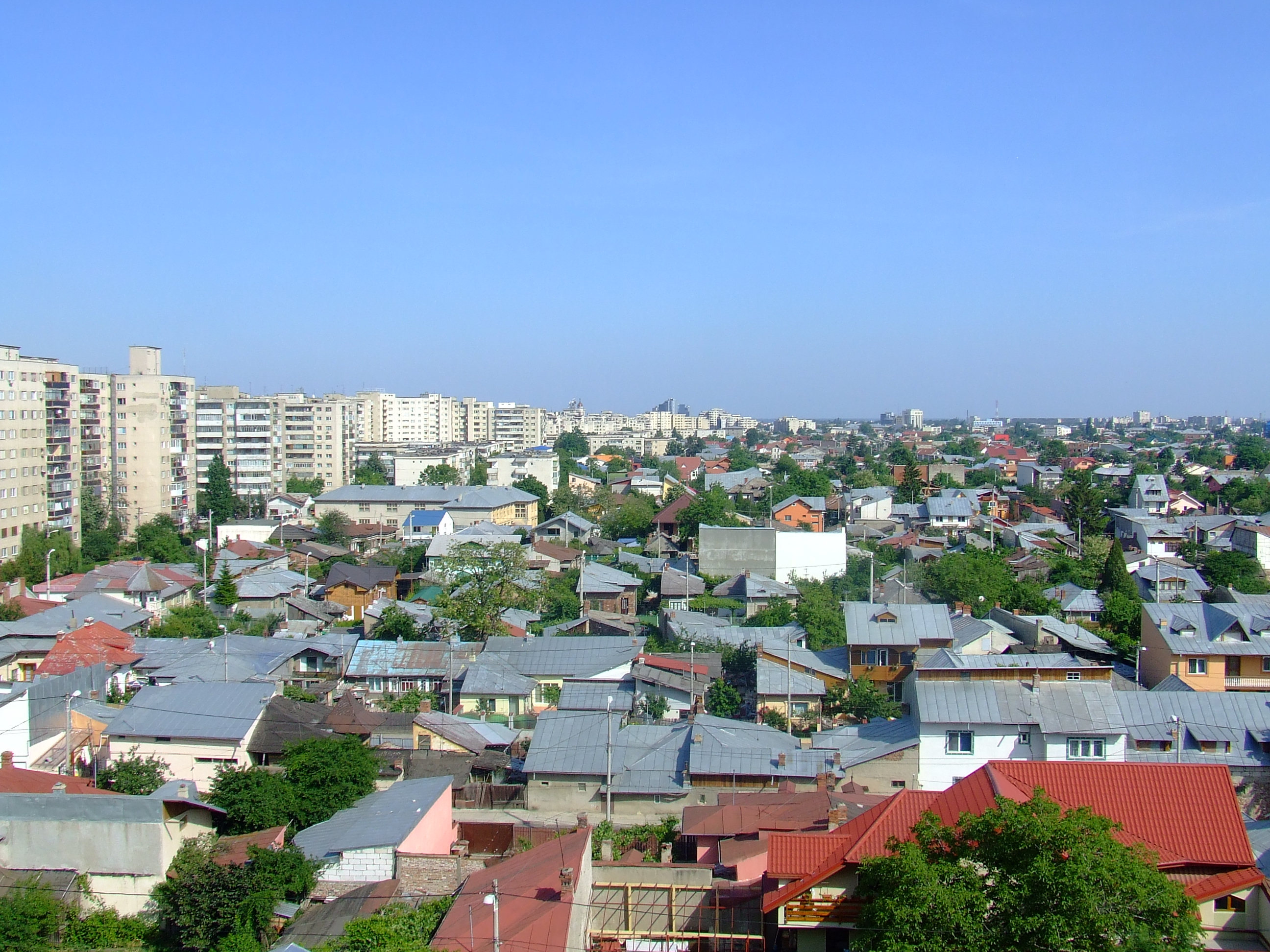
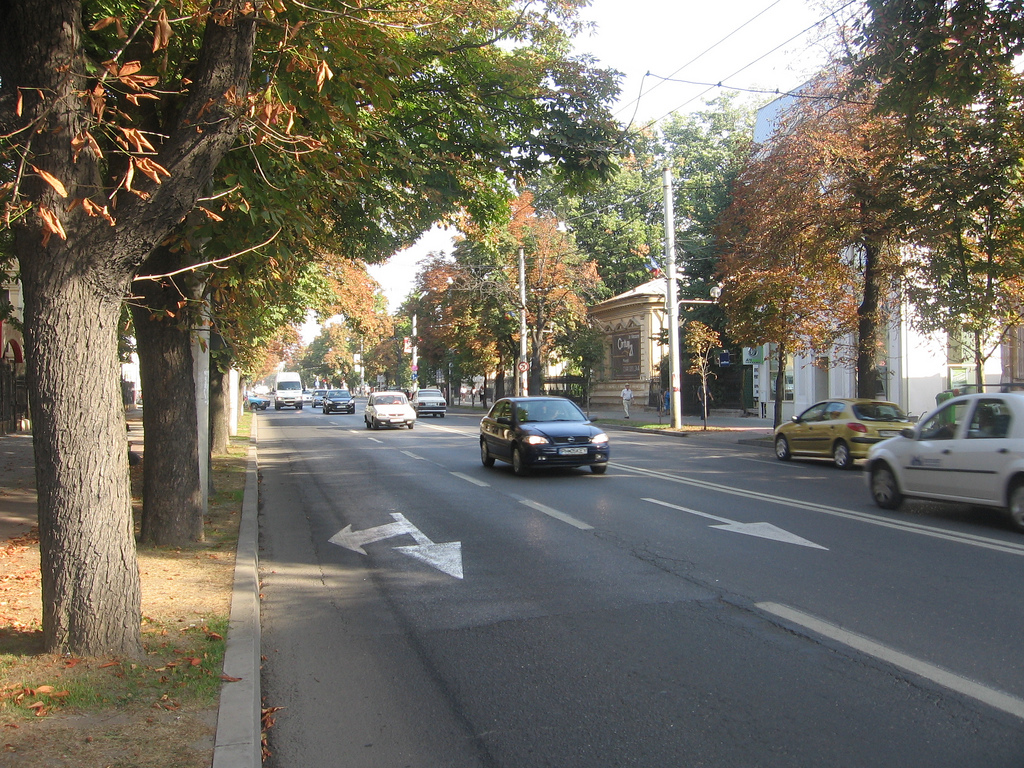

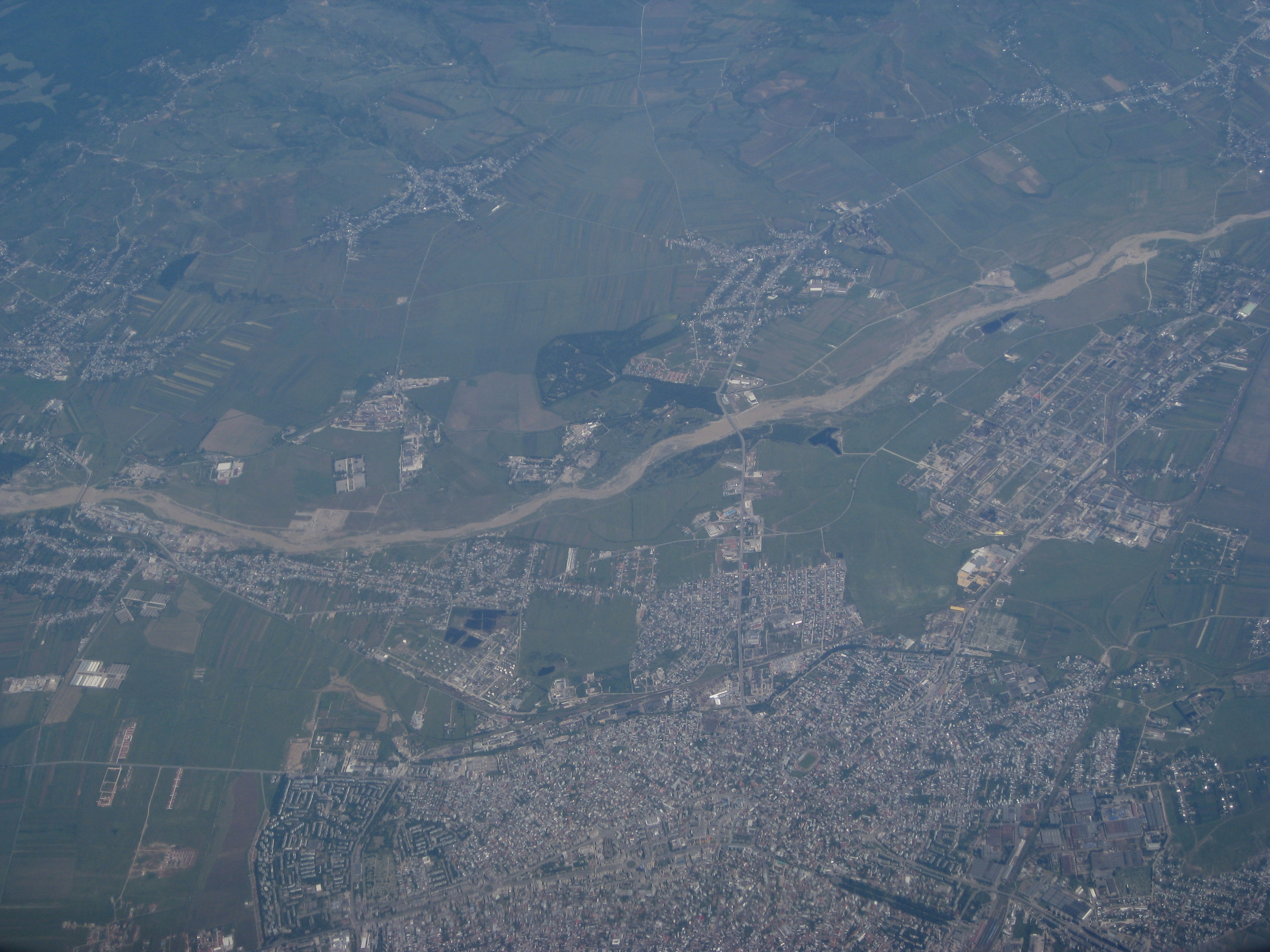